# Rižnar
Rižnar je priimek več znanih Slovencev:
- Emil Rižnar, režiser dokumentarist
- Fani Rižnar (*1929), publicistka, predstavnica Društva bolnikov z limfomom
- Igor Rižnar - Pingo (*1964), geolog, kitarist
- Igor Rižnar (*1961), jezikoslovec
- Riko Rižnar, gospodarstvenik
- Teo Rižnar, filmski kolorist, vodja postprodukcij